# Авария на шахте в Лассинге
Авария на шахте в Лассинге произошла утром 17 июля 1998 года. Во время аварии на шахте в общине Лассинг (Верхняя Штирия) погибло десять горняков из спасательной команды, которые отправились спасать заваленного горняка.

## Шахта

### Геология
В Лассинге расположено самое известное карбонатное месторождение талька Восточных Альп. Геологически оно отнесено к северной зоне граувакки Верхней Штирии. Месторождение включает два поля – северное и южное, последнее из которых не имеет связи с поверхностью. Толщина покровных пород около 60 метров.

### История
Тальк Лессинга был обнаружен во время строительных работ местным помещиком Креннмуром в 1891 году. Он получил права на добычу полезных ископаемых. В 1901 году компания «Bischetsrieder & Gielow» начала подземную добычу. В середине 1920-х добыча была приостановлена на несколько лет из-за банкротства собственника. В 1939 году семейный бизнес «Talkumwerke Naintsch» переняли права.
В 1988 году шахта перешла в собственность группы Rio Tinto. В 1990-х годах шахта с сопутствующими обогатительными фабриками производила около 30000 тонн талька в год. На момент аварии в компании работало 34 работника, из них 8 – под землёй.
Эксплуатация северного поля продолжалась до завала в конце 1970-х годов, после чего добыча переместилась на южное поле, разрабатывавшееся по камерной системе разработки с закладкой производимого пространства лёгким бетоном. Южное поле в течение 1978–80 годов раскрыто углубленным до 204 м стволом «Renée».

## Ход событий
17 июля 1998 года произошел вывал кровли в выработке на нелегально построенном горизонте. В шахту хлынула вода, из-за чего в шахту обрушился оползень. На поверхности это стало заметно, после того как дом в поселке Моос, под которым находилась шахта, начал медленно разрушаться и погружаться в образовавшуюся воронку. Воронка росла и углублялась, и постепенно 2 дома были разрушены, а 18 повреждены. После аварии дома в непосредственной близости были снесены.
24-летний горняк Георг Хайнцл, вероятно, был замурован в камере спасения и отдыха, когда ворвался первый ил. Изначально с шахтёром была телефонная связь, но затем она прервалась. В тот же день спасательная группа из девяти горняков и геолога отправилась в шахту. В 10 часов очередной прорыв шлама привёл к завалу рудника. Контакт со спасательной командой прервался. Воронка увеличилась, свет погас, фонарные столбы накренились.
Вскоре стало известно, что спасти одиннадцать пострадавших не удалось. Заказ специальной буровой установки из Германии был отменён руководством.
Затем произошло «Чудо Лассинга». Через десять дней был спасен первый погребенный шахтёр Хайнцл; состояние его здоровья отмечалось хорошим. Это стало возможным благодаря германской буровой компании «H. Angers Sons» из Хессиш-Лихтенау, ранее сотрудничавшей с OMV и имеющей соответствующую буровую установку, которая (в отличие от оборудования OMV) была пригодна для больших диаметров и достаточно малой глубины бурения. В сотрудничестве с OMV была пробурена буровая скважина диаметром 60 сантиметров. Декомпрессионная камера OMV не понадобилась, поскольку в камере выживания, где находился Георг Хайнцл, не было избыточного давления.
Десять мужчин спасательной группы остались под землей и были объявлены погибшими. В 2000 году поиск их тел был прекращен.

## Последствия

### Судебный процесс
Из пяти подсудимых руководитель горных работ «Naintscher Mineralwerke» был приговорен к двум годам лишения свободы. С 1993 года он не придерживался операционных планов и плана чрезвычайных ситуаций. Карта была недостаточной, а рудник даже не был должным образом измерен. Берггауптман Леобен был условно приговорен к шести месяцам за пренебрежение инспекцией и надзора в течение многих лет и выдачу пяти разрешений на выполнение работ без проверки соответствующих объектов. Двое подсудимых были оправданы.

### Конец добычи талька
Авария на шахте привела к прекращению добычи талька в Лассинге, которая длилась примерно 100 лет. Шахта была закрыт, а дробильная установка продана холдингу «Paltentaler» в Роттенманне в 2007 году. К 2003 году «Naintscher Mineralwerke» потратили около 30 миллионов евро на спасательные работы, компенсацию семьям погибших и спасённому Георгу Хайнцлу. Также были расходы на восстановление 20 разрушенных и поврежденных домов и компенсацию за обесценение имущества и недвижимости. На месте бывшей воронки, в которую утонули дома, сегодня стоит мемориал десяти захороненным горнякам. Его открыли в мае 2002 года и состоит из десяти могильных плит, расположенных по окружности.

### Австрийская горная промышленность
В Австрии случай Лассинга привели к глубоким изменениям в горнодобывающей промышленности, спасательных технологиях и информационной политике. Были проведены реформы в законодательстве в 1999, 2002 и 2004 годах. Анахроническое горное управление (нем. Berghauptmannschaft) в Леобене, ответственное за аварию в Лассинге, было распущено. Новосозданное горное ведомство взяло на себя часть его задач. Кроме того, крупные горноспасательные службы национализированных компаний, которые десятилетиями обслуживали также соседние небольшие компании, но постепенно исчезали, должны были приобрести новую форму. На оперативном уровне была создана горноспасательная служба, координируемая торгово-промышленной палатой.

### Штирия
Поскольку в то время не было организованной психологической помощи жертвам и родственникам, эту обязанность взял на себя местный пастор Пол Шейхенбергер. По этой причине позже губернатором Вальтрауд Класник создал штирийскую кризисную команда, которая сейчас занимается жертвами аварий, катастроф и т.д.

### Георг Хайнцл
Спасенный горняк до сих пор живёт со своей семьей в Лассинге.

## Критика
Утверждается, что компания незаконно вела горные работы под застроенными участками и слишком близко к земной поверхности. Актуальных планов горных работ не было. Спасательные работы частично основывались на показаниях или объяснениях горняков.
Тогдашний министр экономических дел Фарнлейтнер обвинялся, что он слишком долго отказывался от иностранной помощи, которая была предложена немедленно.
Спасательные работы продолжались под давлением СМИ. Были эксперты, считавшие, что спасательное бурение не имеет шансов на успех.